# Douala III
Douala III (ou Douala 3) est une commune d'arrondissement de la communauté urbaine de Douala, département du Wouri dans la région du Littoral au sud du Cameroun. La mairie  est située dans le quartier Logbaba.

## Géographie
La commune d'arrondissement s'étend sur le sud-est de la communauté urbaine de Douala. Limitée au sud et à l'est par le fleuve Dibamba, elle est drainée par les cours d'eau tels la Kambo, la Missipi et un bras du Wouri. Elle est limitrophe de quatre communes d'arrondissement de Douala et de deux communes de Sanaga-Maritime à l'est.
| Douala I  | Douala V   |         |
| Douala II | Douala III | Dibamba |
| Douala VI | Dizangué   |         |

## Histoire
La commune d'arrondissement est créée en 1987 comme subdivision de la communauté urbaine de Douala. En 1993, elle est démembrée pour la création de la commune de Douala V.

## Administration

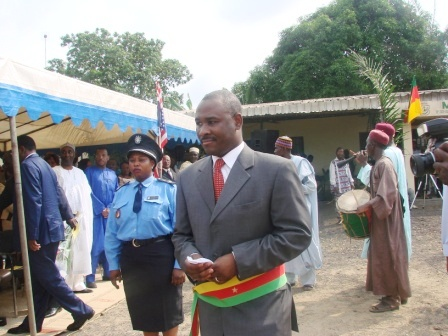
L'ancien maire Oumarou Fadil.

La commune compte 19 centres d'état-civil : Mairie, Bassa-Logbaba, Bobongo, Boko, Cité Berge 1, Dibamba Bonaloka, Dibom I Espoir, Diboum 2, Japoma, Logbessou, Madagascar II, Mboko, Ndogbati I, Ndogpassi 1, Ndogpassi 3, Ngodi-Bakoko, Nylon, PK14, Tergal.
Elle est dirigée par un maire depuis 1987.
| Période     | Identité                 | Parti | Notes                  |
| ----------- | ------------------------ | ----- | ---------------------- |
| depuis 2020 | Valentin Epoupa Bossambo | RDPC  | ingénieur statisticien |
| 2013 - 2020 | Job Théophile Kwapnang   | SDF   | cadre d'entreprise     |
| 2007 - 2013 | Oumarou Fadil            | RDPC  | homme d'affaires       |
|             | Lazare Souop             | SDF   | médecin                |
|             | Ndongo Diye              | UPC   |                        |

## Chefferies traditionnelles
L'arrondissement de Douala III compte deux chefferies traditionnelles de 1er degré :
- Chefferie Bakoko
- Chefferie Bassa

## Quartiers
La commune est constituée de 105 quartiers répartis dans 19 villages dont:
- Bilongue I
- Bilongue II
- Bonanloka
- Brazzaville
- Newtown aéroport
- Bwang
- Cité de la Paix
- Cité des Enseignants
- Dibom I
- Dibom II
- Japoma
- Logbaba
- Logbessou
- Madagascar
- Mbanga Mpongo
- RNCFC
- Ndogbatti CDP
- Ndoghem I
- Ndoghem II
- Ndogmbe
- Ndokoti
- Ndogbong
- CCC
- Ndogpassi I
- Ndogpassi II
- Logmayangui
- Cité des Billes
- Ari
- Mboko
- Nkôlmbong
- Ndodi
- Ngoma
- Nyalla
- Nylon
- Oyack
- P.K.8
- P.K.12
- P.K.14
- P.K.17
- P.K.19
- P.K.21
- P.K.J.6
- So-Boum
- Song-Mahop
- Tergal
- Yansoki
- Yassa
- Yatchika
- Yonyong
- Ngodi Bakoko

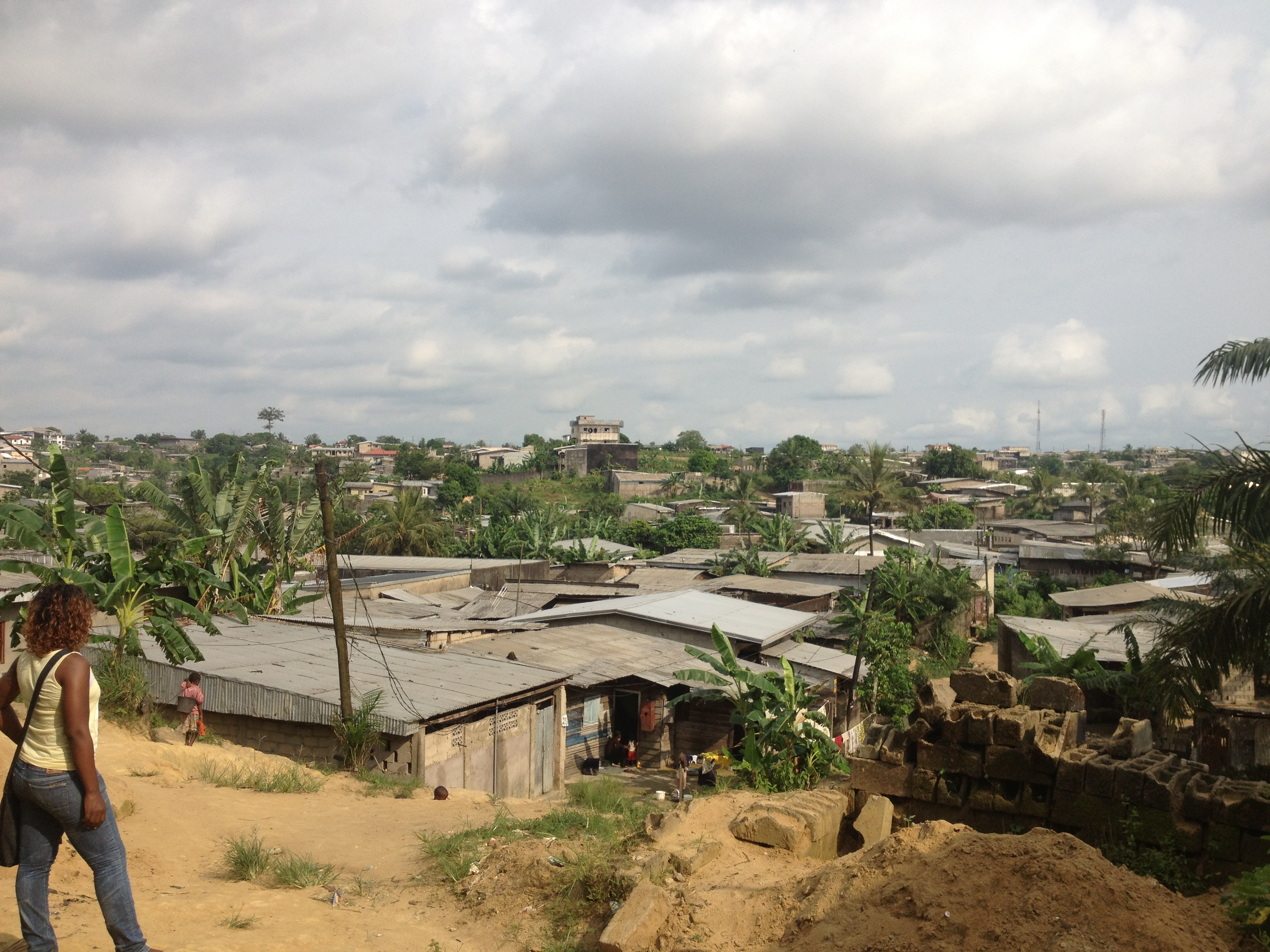
Vue du quartier Ndogpassi III
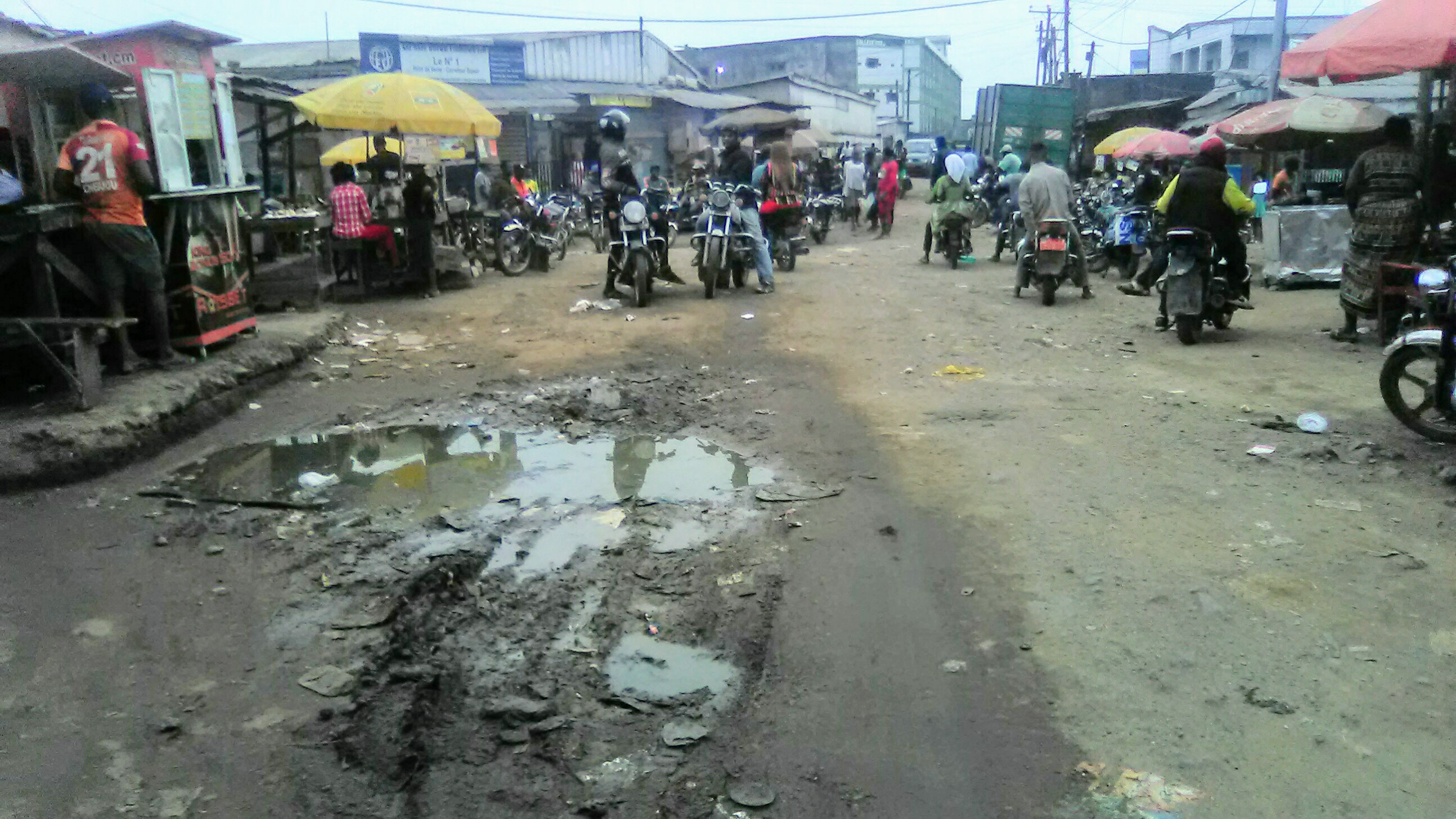
Rue à Oyack.
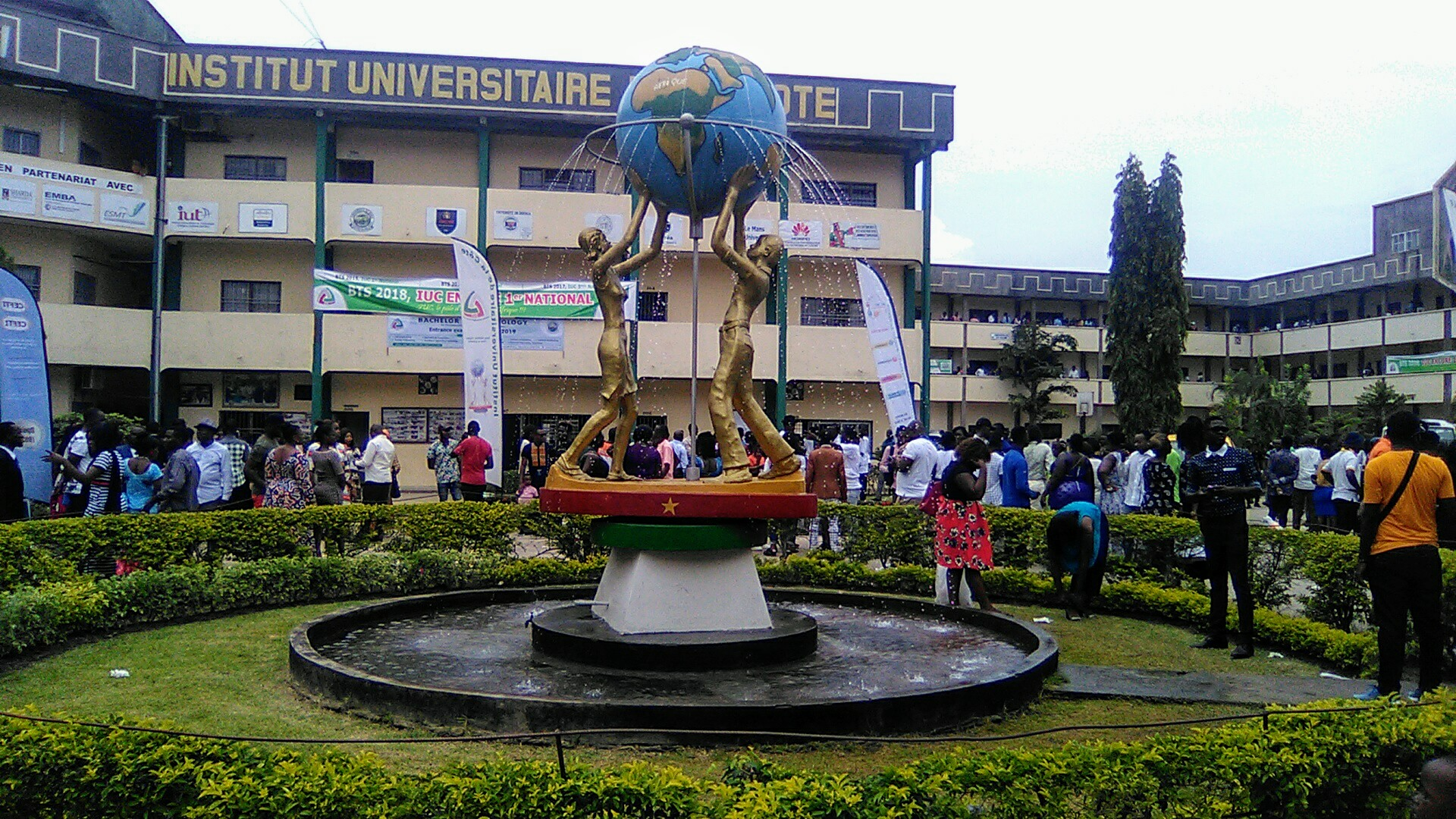
Institut universitaire de la Côte à Logbessou.
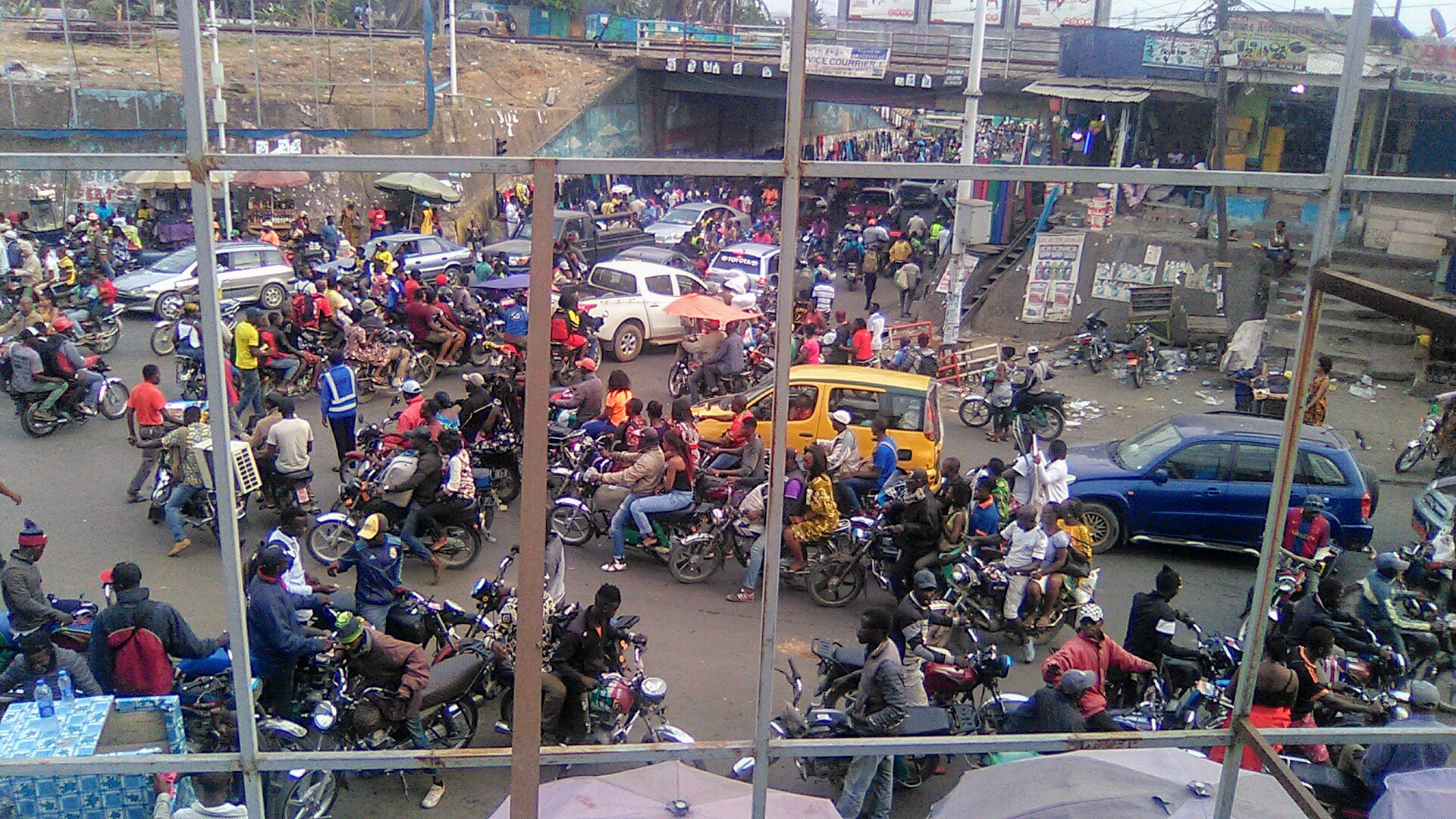
Carrefour de Ndokoti.
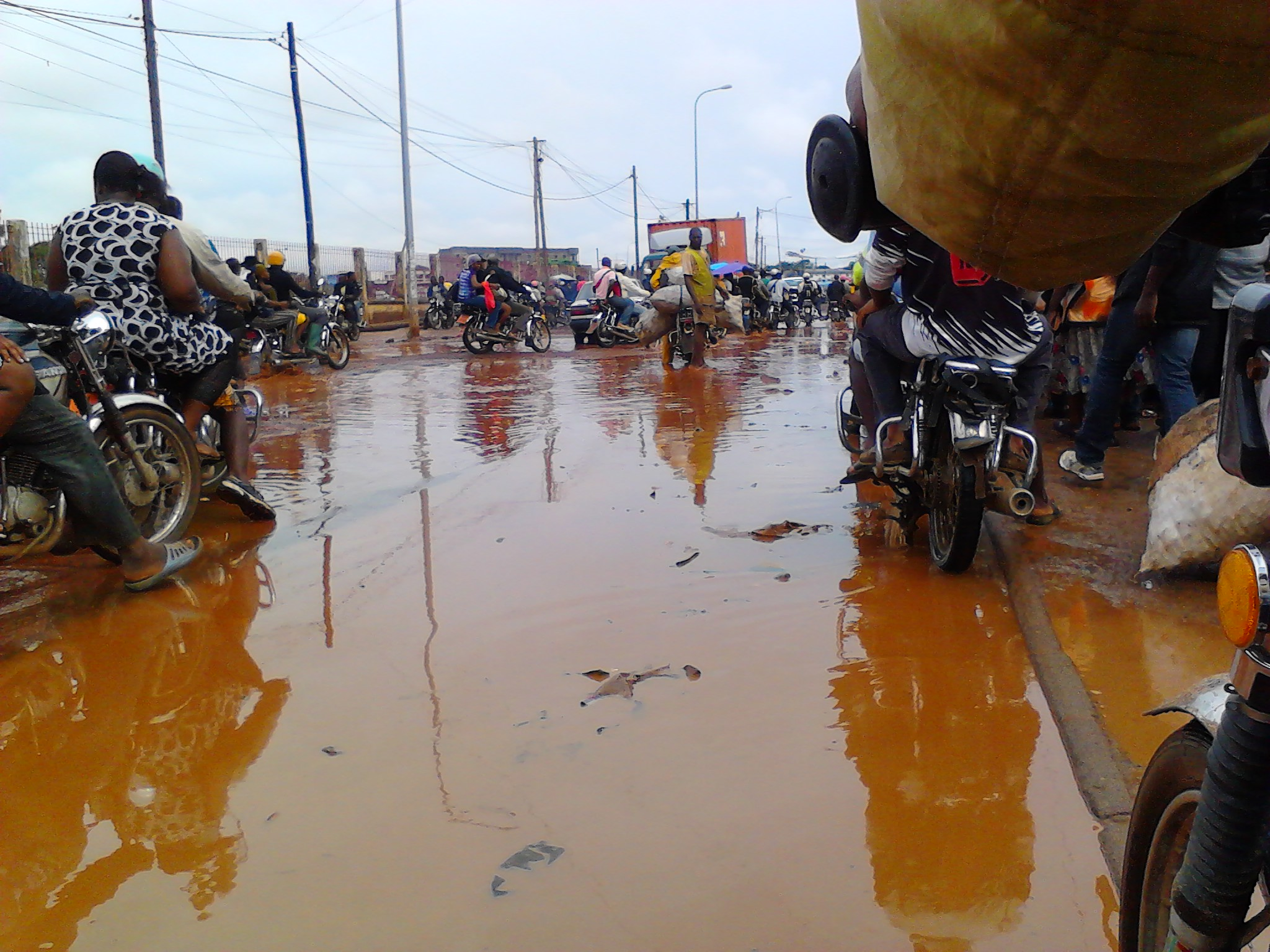
Route inondée à Ndokoti.
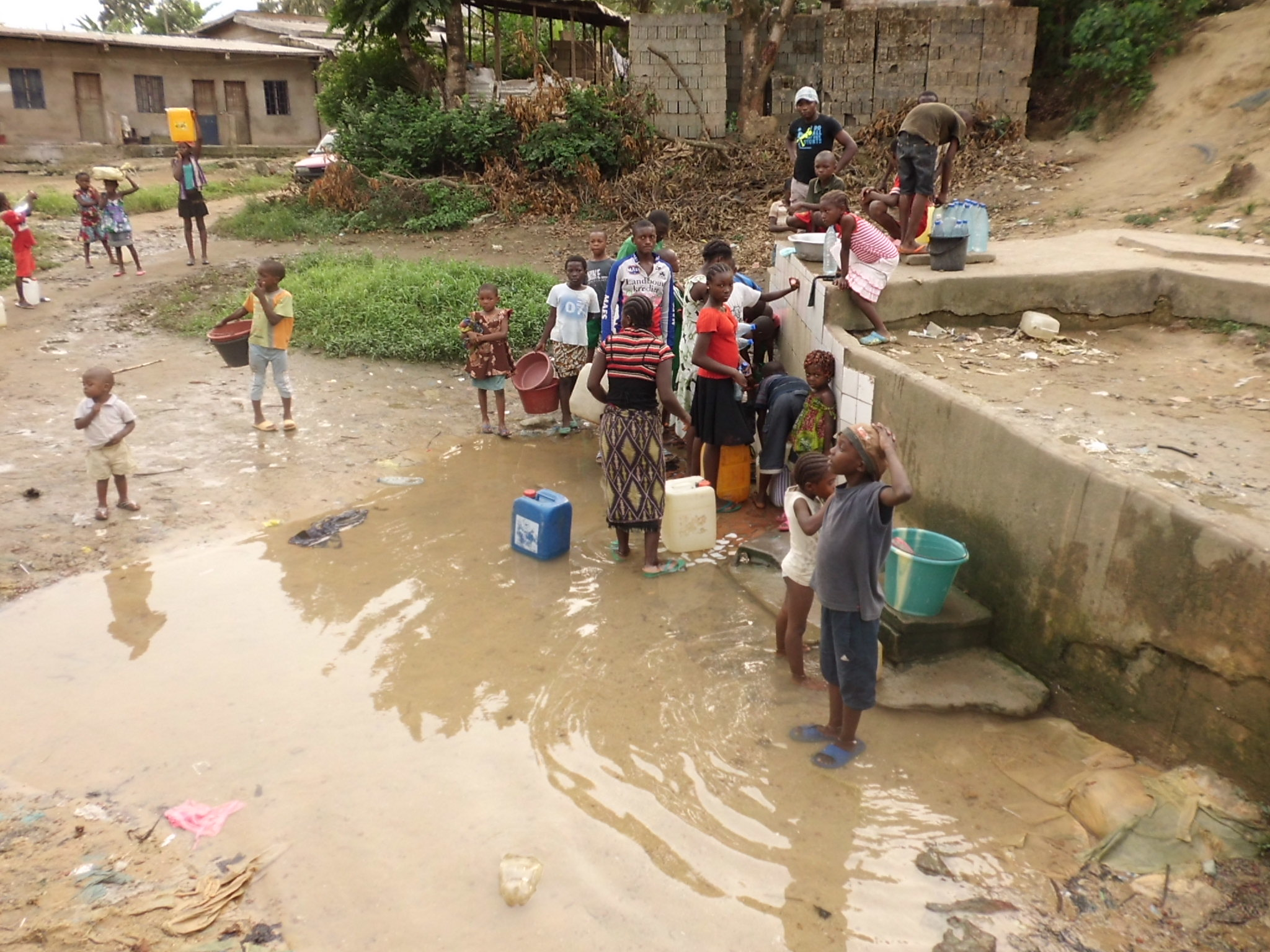
Le quotidien des populations de Ndogpassi dans l'arrondissement de Douala 3ème à Douala
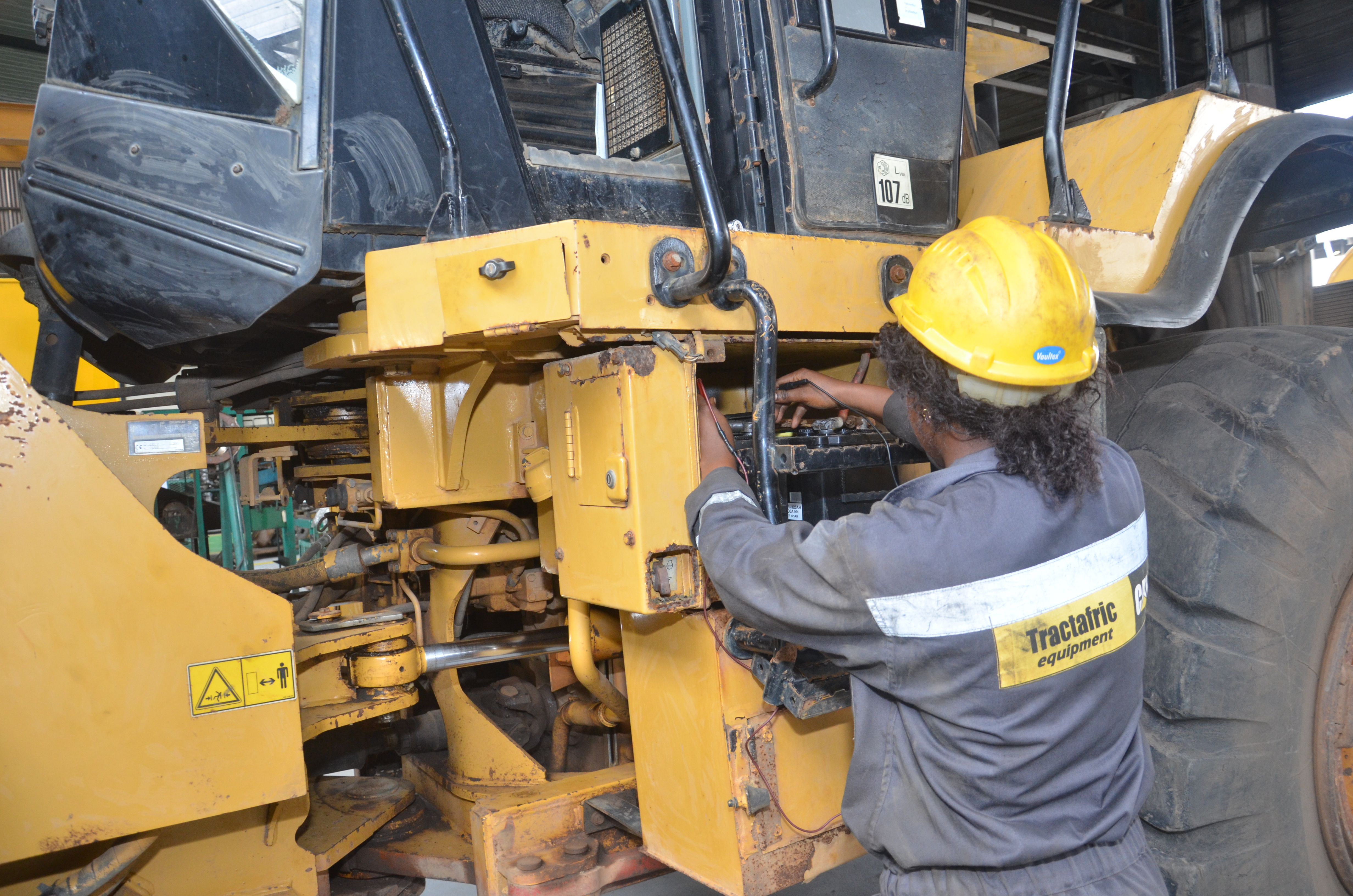
Tratafric Motors, concessionnaire des poids lourds situé dans l'arrondissement de Douala 3ème

## Population
Il s'agit de l'arrondissement le plus peuplé de la ville. Il concentre tout type de populations du pays et d'ailleurs: Ethnies autochtones Bassa et Bakoko ainsi que Camerounais de tout le pays (Bétis, Bamilékés, Haoussas, Peuls, Dualas, Mbamois, Anglophones...) et populations immigrées des pays voisins (Tchad, République Centrafricaine) et d'Afrique de l'ouest (Guinée, Mali, Sénégal, Niger, Nigeria...) .
L'évolution démographique est documentée par le recensement général de la population de 2005 et par les projections sur la base d'un accroissement annuel estimé supérieur à 4 %.
| 1987    | 2005    | 2010    | 2015    | 2018      |
| ------- | ------- | ------- | ------- | --------- |
| 446 246 | 646 347 | 793 615 | 966 810 | 1 020 061 |

## Économie
L'activité économique est marquée par la présence d'une des plus importantes zones industrielles du Cameroun : la zone industrielle de Douala-Bassa et d'activités diversifiées telles que l'industrie pharmaceutique, agro-alimentaire, foresterie, énergie, fabrication métallurgique de base.
- Brasseries du Cameroun
- Union Camerounaise des Brasseries
- Chococam
- Prometal
- Tractafric Motors
- Camlait
- Centrale thermique de Yassa-Dibamba
- Cotonnière industrielle du Cameroun

## Sports
- Complexe multisports de Japoma, stade de 50 000 places.
- Piscine de la Cité SIC
- Parc de loisirs de KONDI, complexe multisports